# Blue Flyer
Blue Flyer, bis 2010 Zipper Dipper, im Pleasure Beach Resort (Blackpool, Lancashire, UK) ist eine Holzachterbahn, die 1934 unter dem Namen Zipper Dipper eröffnet wurde.
Die 335 m lange Bahn gilt als Familienachterbahn und wurde in die Kategorie der ACE Coaster Classics der amerikanischen Achterbahnenthusiasten aufgenommen. Sie war die erste Attraktion im Childrens’ Park, der später zum Beaver Creek Theme Park Kinderbereich ausgebaut wurde. Mit Umgestaltung des Bereichs zum Nickelodeon Land zur Saison 2011 wurde die Bahn umbenannt und umgestaltet. Es wurde ein neues Stationsgebäude errichtet und die ehemals weiße Holzkonstruktion blau gestrichen.
Es ist nicht ganz klar, wer der Designer der Bahn war, sehr wahrscheinlich Charles Paige, der auch die benachbarte Holzachterbahn Rollercoaster (heute Nickelodeon Streak), die ein Jahr früher eröffnet wurde, entworfen hatte. Zu der Zeit arbeitete aber auch Harry G. Traver in Blackpool, weshalb auch er als Designer in Frage kommt.
Die Strecke ist ein einfaches Out-and-Back-Layout mit wenigen Hügeln, die nach dem nur sechs Meter hohen Kettenlifthill mit maximal 40 km/h durchfahren wird.

## Züge
Blue Flyer besitzt einen Zug des Herstellers Philadelphia Toboggan Coasters mit fünf Wagen. In jedem Wagen können vier Personen (zwei Reihen à zwei Personen) Platz nehmen.
Ursprünglich besaß Blue Flyer einen Zug mit drei Wagen, ebenfalls von Philadelphia Toboggan Coasters. Jeder Wagen besaß vier Sitzreihen.

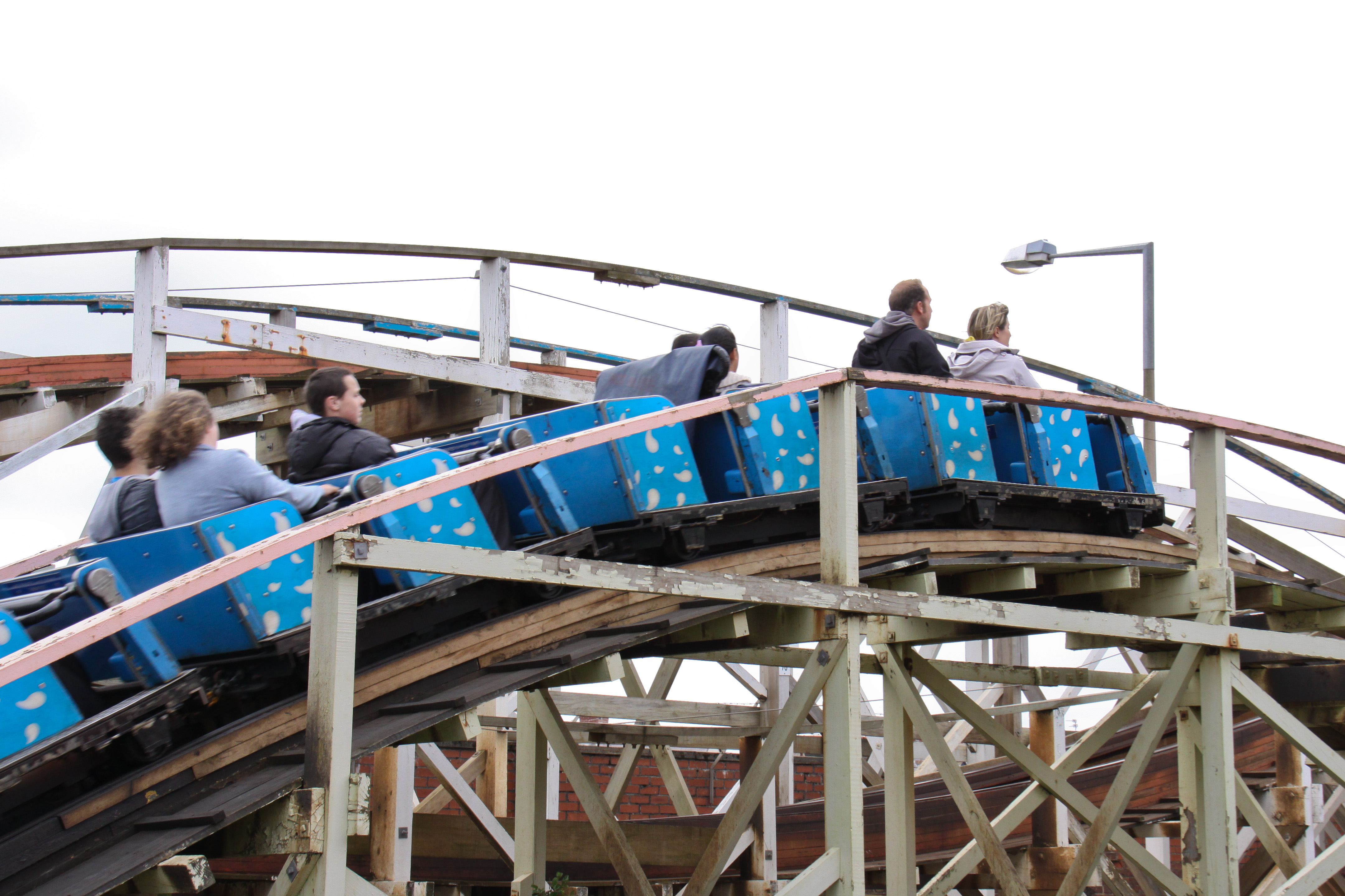
Zug auf der Strecke
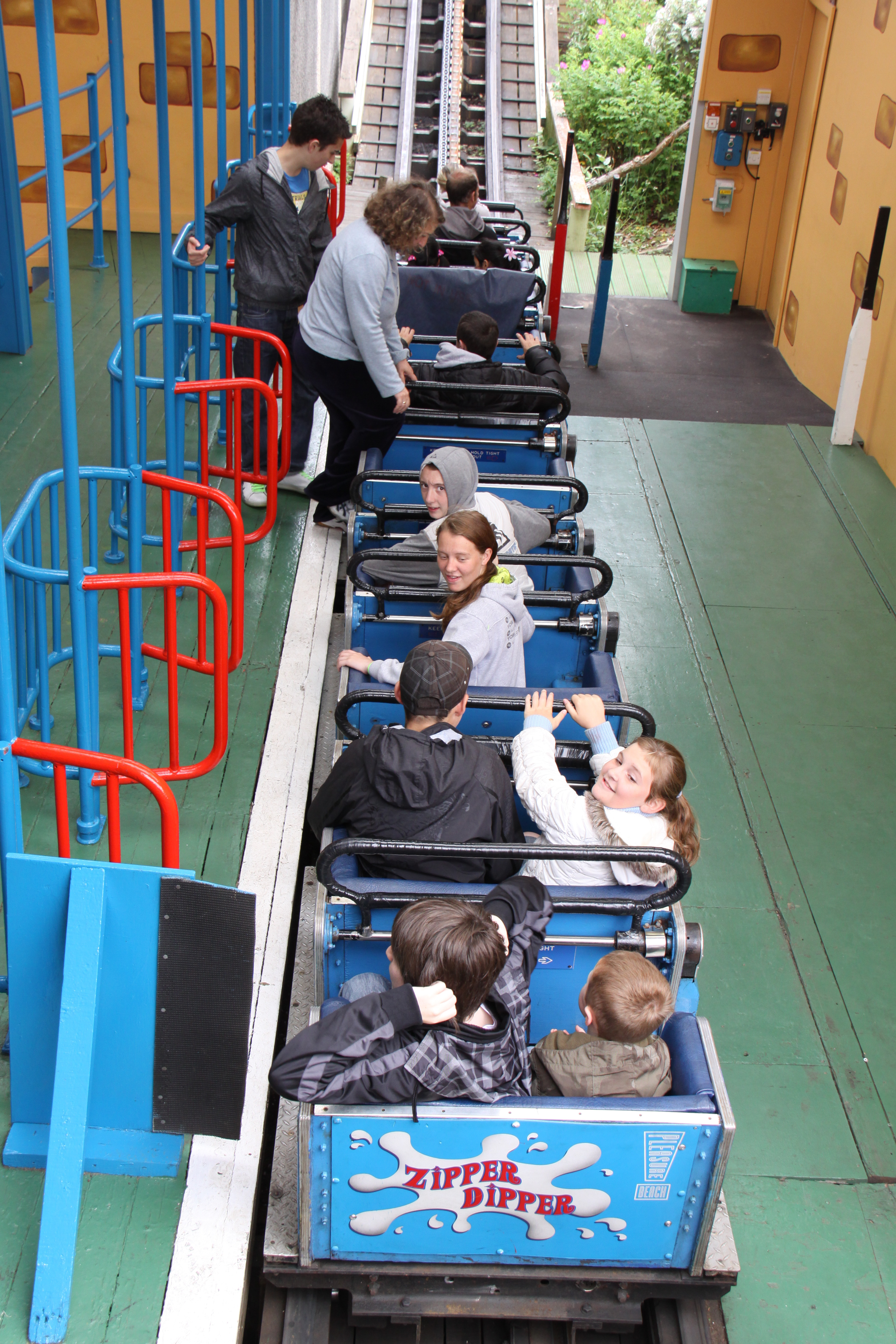
Zug in der Station